# EIOffice
EIOffice（イーアイオフィス）は、永中软件有限公司が開発したJavaプラットフォーム上で動作するオフィススイートである。

## 概要
EIOfficeは、中国の無錫市を拠点とする永中科技有限公司（英文社名：Evermore Software）が開発したJavaプラットフォーム上で動作するオフィススイートであり、名称は「Evermore Integrated Office」の略称である。日本においてはインターネットテレフォン株式会社が日本総代理店になっていて、パッケージ版の販売は株式会社イーフロンティアが行っている。
2010年時点では日本語版、中国語版（簡体字および繁体字）、英語版、フランス語版がリリースされていて、対応OSはWindowsおよびLinuxである。また、Macintosh対応版については2004年中にリリースするとされていたものの、2010年3月現在においてはリリースされていない。
Evermore Softwareは2010年に社名をYOZOSOFTへ変更し、EIOfficeの名称はYozo Officeへ改められた。Yozo Office 2012は日本語版、英語版、中国語版（簡体字および繁体字）がリリースされているものの、日本においては2010年以降もEIOfficeの販売が続いている。

### 特徴
EIOfficeの特徴は、Microsoft Officeとの高い互換性であり、類似するユーザーインターフェースを備えている他、Microsoft Office 2003形式ファイル（拡張子doc、xls、ppt）の読み書きと、Microsoft Office 2007形式ファイル（拡張子docx、xlsx、pptx）の読み込みに対応している。
Microsoft Officeにはない機能も備えており、バインダーの概念を採用した独自のファイル形式（拡張子eio）により、ワードプロセッサドキュメント（文書）やスプレッドシートドキュメント（表計算）、プレゼンテーションドキュメントを1つのファイルとして保存することができる。またリンク機能を用いると、各ドキュメント内のデータを他のドキュメントへ埋め込むことができ、マルチデータセル機能では、スプレッドシートドキュメントのセルに画像、動画、音声ファイルなどを埋め込むことが可能である。サイエンスエディターは、数式や化学式、電気回路図などを簡単に作成することができ、教育現場などに向いている。

### 互換性
EIOffice MSオフィス2010対応版は、イーフロンティアからの委託を受けた株式会社ジャムハウスによる主要Microsoft Office互換オフィスソフトの比較調査によって、Microsoft Officeとの互換性が最も優れたものと認定されている。ただし、Microsoft　Office2007/2010形式のグラフィカルな表現は再現を保証していない。
一方で雑誌「家電批評」が行った調査ではKingsoft Officeのほうが互換性が高いとしている。
また、LibreOfficeやWordPerfect Officeはオープン形式のOffice 2007形式（OOXML形式）に完全対応しているため新ファイル形式を利用すればEIOfficeより高い互換性を確保できる可能性が高いなど、一概には言えない面もある。

### 各バージョン
「USBを挿すだけで使えるオフィスソフト EIOffice2009」のWindows版では、EIOfficeをUSBメモリから直接起動することも可能となっていて、PCへのインストールが不要であるため、内蔵ドライブの容量が限られているネットブック（UMPC）などに適している。
EIOffice2013では、動作環境にWindows 8が追加された。ただしプログラム本体は「EIOffice MSオフィス2010対応版」から変更されておらず、Windows 8の特色であるタッチ操作には対応していない。

## 沿革
- 2000年1月 - 中国・江蘇省無錫市において無錫永中科技有限公司設立[13]
- 2002年10月 - 中国において「永中OfficeV1.0」リリース[14]
- 2002年12月 - 台湾において「永中Office 2003」リリース[13]
- 2004年2月 - 米国において「EIOffice 2003」英語版発売[13]
- 2004年5月 - 「EIOffice 2004」日本語版・中国語版・英語版リリース[14]
- 2004年5月17日 - 日本において「EIOffice 2004（Windows） 30日間無料お試し版」公開
- 2004年6月17日 - 日本において「EIOffice2004」発売
- 2004年10月25日 - 日本において「EIOffice2004+」発売
- 2006年11月17日 - 日本において「EIOffice2007」発売
- 2007年8月3日 - 日本において「使える！オフィスソフト E.I.O.〜3台使えるパック〜」発売
- 2009年2月27日 - 日本において「USBを挿すだけで使えるオフィスソフト EIOffice2009」発売
- 2009年10月22日 - 日本において「USBを挿すだけで使えるオフィスソフト EIOffice2009 キャンペーン版」発売
- 2010年7月30日 - 日本において「EIOffice MSオフィス2010対応版」発売[15]
- 2013年4月26日 - 日本において「EIOffice2013」発売[12]
- 2017年2月3日 - 日本において「EIOffice Windows 10対応版」発売